# Pfaffenhofen (Württemberg)
Pfaffenhofen (Württemberg)  é um município da Alemanha, no distrito de Heilbronn, na região administrativa de Estugarda , estado de Baden-Württemberg.